# Le Coudray-Saint-Germer
Pour les articles homonymes, voir Coudray et Saint-Germer.
Le Coudray-Saint-Germer est une commune française située dans le département de l'Oise en région Hauts-de-France.

## Géographie
Le Coudray-Saint-Germer est située à l'extrémité occidentale de l'Oise, à proximité de l'Eure et de la Seine-Maritime, entre Gournay-en-Bray et Auneuil. La commune se trouve à 230 m d'altitude sur le plateau de Thelle.
| Saint-Germer-de-Fly            | Cuigy-en-Bray        | Espaubourg |
| Puiseux-en-Bray Lalande-en-Son | Coudray-Saint-Germer | Lalandelle |
| Sérifontaine                   | Flavacourt           |            |

### Hydrographie
La commune est située dans le bassin Seine-Normandie. Elle n'est drainée par aucun cours d'eau,.

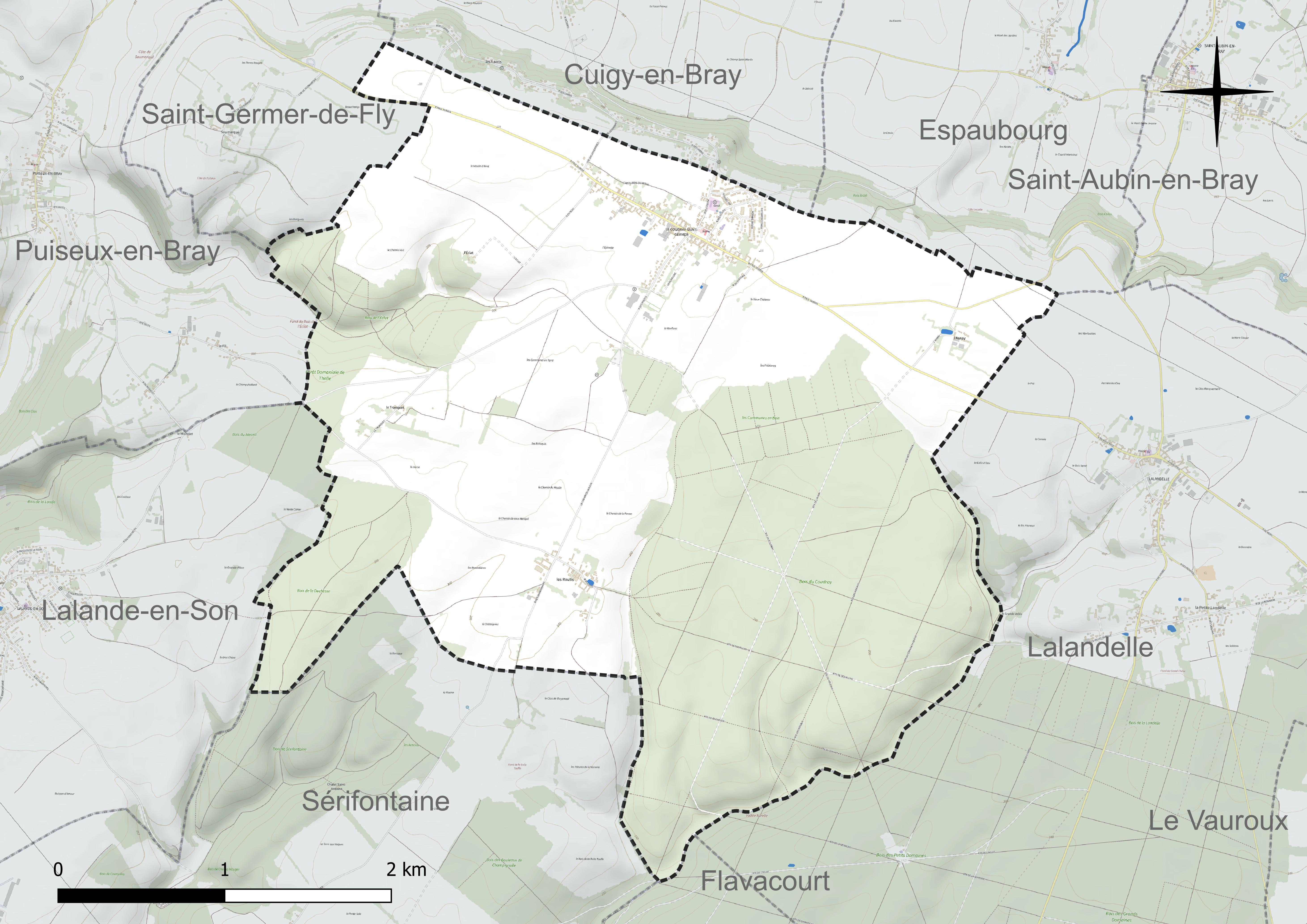
Réseau hydrographique du Coudray-Saint-Germer.

### Climat
Pour des articles plus généraux, voir Climat des Hauts-de-France et Climat de l'Oise.
En 2010, le climat de la commune est de type climat océanique altéré, selon une étude du CNRS s'appuyant sur une série de données couvrant la période 1971-2000. En 2020, Météo-France publie une typologie des climats de la France métropolitaine dans laquelle la commune est exposée à un climat océanique et est dans la région climatique Sud-ouest du bassin Parisien, caractérisée par une faible pluviométrie, notamment au printemps (120 à 150 mm) et un hiver froid (3,5 °C).
Pour la période 1971-2000, la température annuelle moyenne est de 9,7 °C, avec une amplitude thermique annuelle de 13,9 °C. Le cumul annuel moyen de précipitations est de 857 mm, avec 12 jours de précipitations en janvier et 8,8 jours en juillet. Pour la période 1991-2020, la température moyenne annuelle observée sur la station météorologique la plus proche, située sur la commune de Jaméricourt à 12 km à vol d'oiseau, est de 11,0 °C et le cumul annuel moyen de précipitations est de 695,7 mm,. Pour l'avenir, les paramètres climatiques de la commune estimés pour 2050 selon différents scénarios d'émission de gaz à effet de serre sont consultables sur un site dédié publié par Météo-France en novembre 2022.

## Urbanisme

### Typologie
Au 1er janvier 2024, Le Coudray-Saint-Germer est catégorisée commune rurale à habitat dispersé, selon la nouvelle grille communale de densité à sept niveaux définie par l'Insee en 2022.
Elle est située hors unité urbaine. Par ailleurs la commune fait partie de l'aire d'attraction de Beauvais, dont elle est une commune de la couronne,. Cette aire, qui regroupe 162 communes, est catégorisée dans les aires de 50 000 à moins de 200 000 habitants,.

### Occupation des sols
L'occupation des sols de la commune, telle qu'elle ressort de la base de données européenne d'occupation biophysique des sols Corine Land Cover (CLC), est marquée par l'importance des territoires agricoles (51,9 % en 2018), une proportion sensiblement équivalente à celle de 1990 (52,5 %). La répartition détaillée en 2018 est la suivante : 
terres arables (46,1 %), forêts (45,2 %), prairies (3,2 %), zones urbanisées (2,9 %), zones agricoles hétérogènes (2,7 %). L'évolution de l'occupation des sols de la commune et de ses infrastructures peut être observée sur les différentes représentations cartographiques du territoire : la carte de Cassini (XVIIIe siècle), la carte d'état-major (1820-1866) et les cartes ou photos aériennes de l'IGN pour la période actuelle (1950 à aujourd'hui).

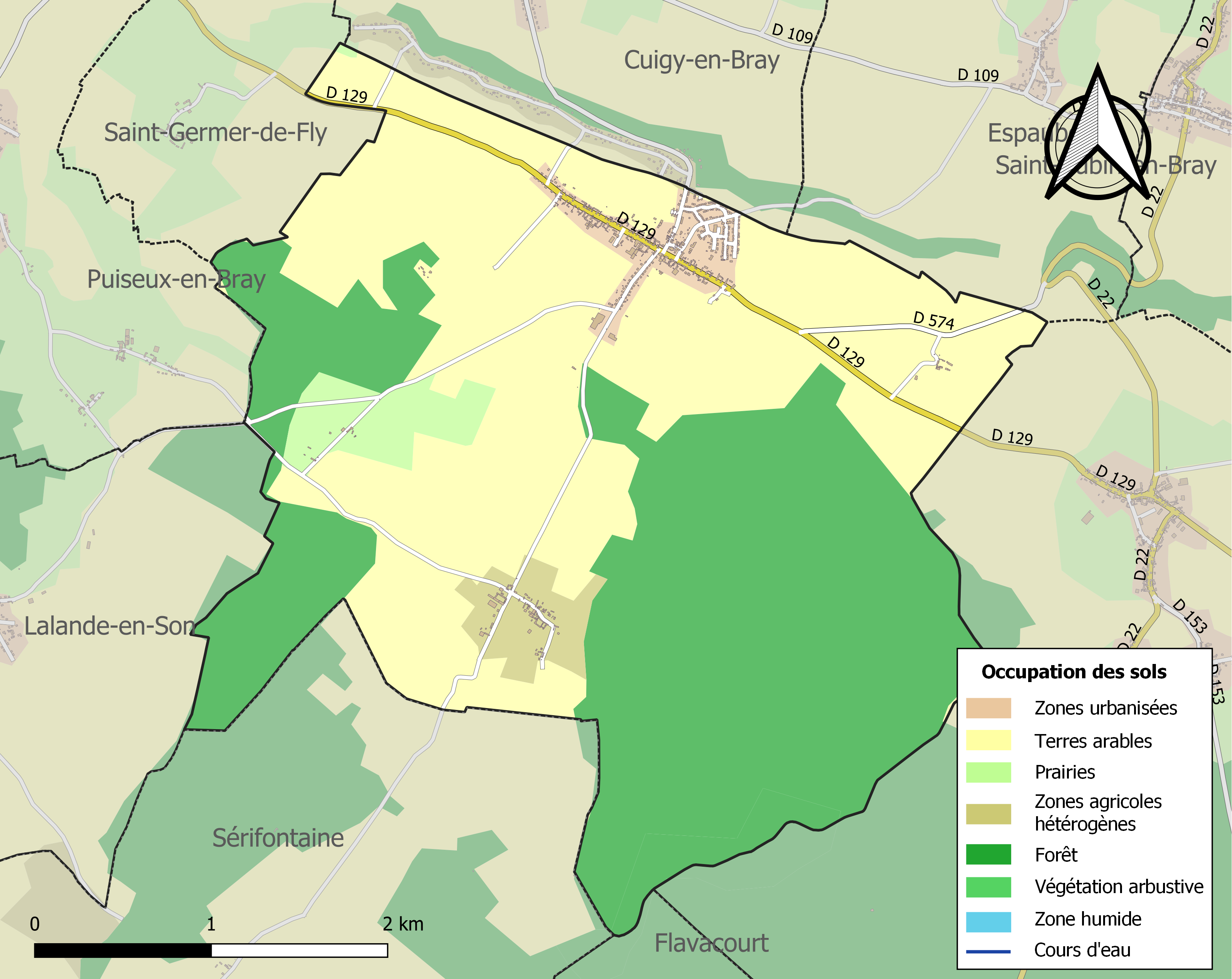
Carte des infrastructures et de l'occupation des sols de la commune en 2018 (CLC).

### Lieux-dits, hameaux et écarts
Trois hameaux en dépendent : les Routis au pied de la forêt de Thelle, le Tronquet et l'Aunay.
Les Routis (nommés Ruates en 1190) comptaient 150 habitants en 1840. Ce hameau est composé d'une vingtaine de maisons disposées de manière à former deux rues et une place. Au sud des Routis, existait un hameau nommé Monplaisir qui comptait une trentaine d'habitants au milieu du XIXe siècle et encore plus au sud se trouvait la Verrie. Le Tronquet et l'Aunay comptaient chacun une vingtaine d'habitants à cette époque.

### Habitat et logement
En 2018, le nombre total de logements dans la commune était de 412, alors qu'il était de 429 en 2013 et de 389 en 2008.												
Parmi ces logements, 87,9 % étaient des résidences principales, 3,4 % des résidences secondaires et 8,7 % des logements vacants. Ces logements étaient pour 77,7 % d'entre eux des maisons individuelles et pour 18,2 % des appartements.
Le tableau ci-dessous présente la typologie des logements au Le Coudray-Saint-Germer en 2018 en comparaison avec celle de l'Oise et de la France entière. Une caractéristique marquante du parc de logements est ainsi une proportion de résidences secondaires et logements occasionnels (3,4 %) supérieure à celle du département (2,5 %) et à celle de la France entière (9,7 %). Concernant le statut d'occupation de ces logements, 52,5 % des habitants de la commune sont propriétaires de leur logement (53,2 % en 2013), contre 61,4 % pour l'Oise et 	57,5 pour la France entière.
| Typologie                                               | Le Coudray-Saint-Germer | Oise | France entière |
| ------------------------------------------------------- | ----------------------- | ---- | -------------- |
| Résidences principales (en %)                           | 87,9                    | 90,4 | 82,1           |
| Résidences secondaires et logements occasionnels (en %) | 3,4                     | 2,5  | 9,7            |
| Logements vacants (en %)                                | 8,7                     | 7,1  | 8,2            |

### Voies de communication et transports
La commune est desservie, en 2023, par les lignes 618, 6102, 6107 et 6149 du réseau interurbain de l'Oise.

## Toponymie
Le nom de la localité est attesté sous les formes mons de Tellis (1153) ; Coldretum (1178) ; Codretum (1178) ; apud Codrotum (1178) ; Coldras (1178) ; mons Tellarum (XIIe) ; Coldreium (vers 1210) ; Coudreium (vers 1210) ; Coriletum (vers 1210) ; nova villa in terra de Coldray (1212) ; Coudroieum (1220) ; Coudroium (1220) ; Coldrium (1220) ; Coryletum (XIIIe) ; Coudreyum sancti Geremari (1300) ; villa de Coudreto (1300) ; de Condreyo (1306) ; Colray (vers 1470) ; Couldrai (vers 1470) ; Couldray (vers 1470) ; le Coldrai (vers 1550) ; le Coldray (vers 1550) ; le Couldray (vers 1550) ; le Coudray (1660) ; Coudray (1667) ; le Coudray-Germer (1794) ; Coudray-en-Thel (1794) ; le Coudray-en-Thelle (1794) ; la commune du Coudray en Thelle (1794) ; le Coudray-Saint-Germer (1840),.
De l'oïl coldroi , couldray « ensemble de noisetiers ».
Saint-Germer est un hagiotoponyme faisant référence à Germer de Fly, le premier abbé de l'abbaye Saint-Germer-de-Fly.

## Histoire
Le Coudray-Saint-Germer n'était qu'un lieu inculte jusqu'au XIIe siècle. Louis le Jeune fait  don en 1153, à l'abbaye de Saint-Germer, pour y construire une métairie, des terrains et des bois du Coudray (plantations de noisetiers, d'où vient son nom d'origine = noisetier, coudrier, Coudray).
Le village se développe et devient prospère, permettant la fondation d'une église et la création d'une paroisse.
En 1383, le roi de France, Charles VI, accorde à Jean de Silly, l'autorisation de construire une forteresse au Coudray pour que les moines s'y réfugient en cas d'invasion. Depuis, à chaque alerte, le prieur et les moines s'y rendaient en emportant avec eux les reliques les plus précieuses. À peine s'y sont-ils installés en 1400, qu'ils sont assiégés par les émissaires du duc de Bourgogne Jean de Crèvecœur, seigneur d'Ons-en-Bray, et Hector de Saveuse. Faits prisonniers, ils durent payer une forte rançon. Les Bourguignons s'emparent de tous les papiers du château en s'en allant et incendient le village.
Aujourd'hui, il ne reste que les fondations du château fort, et l'église est reconstruite en 1502 sur les quelques vestiges.

## Politique et administration

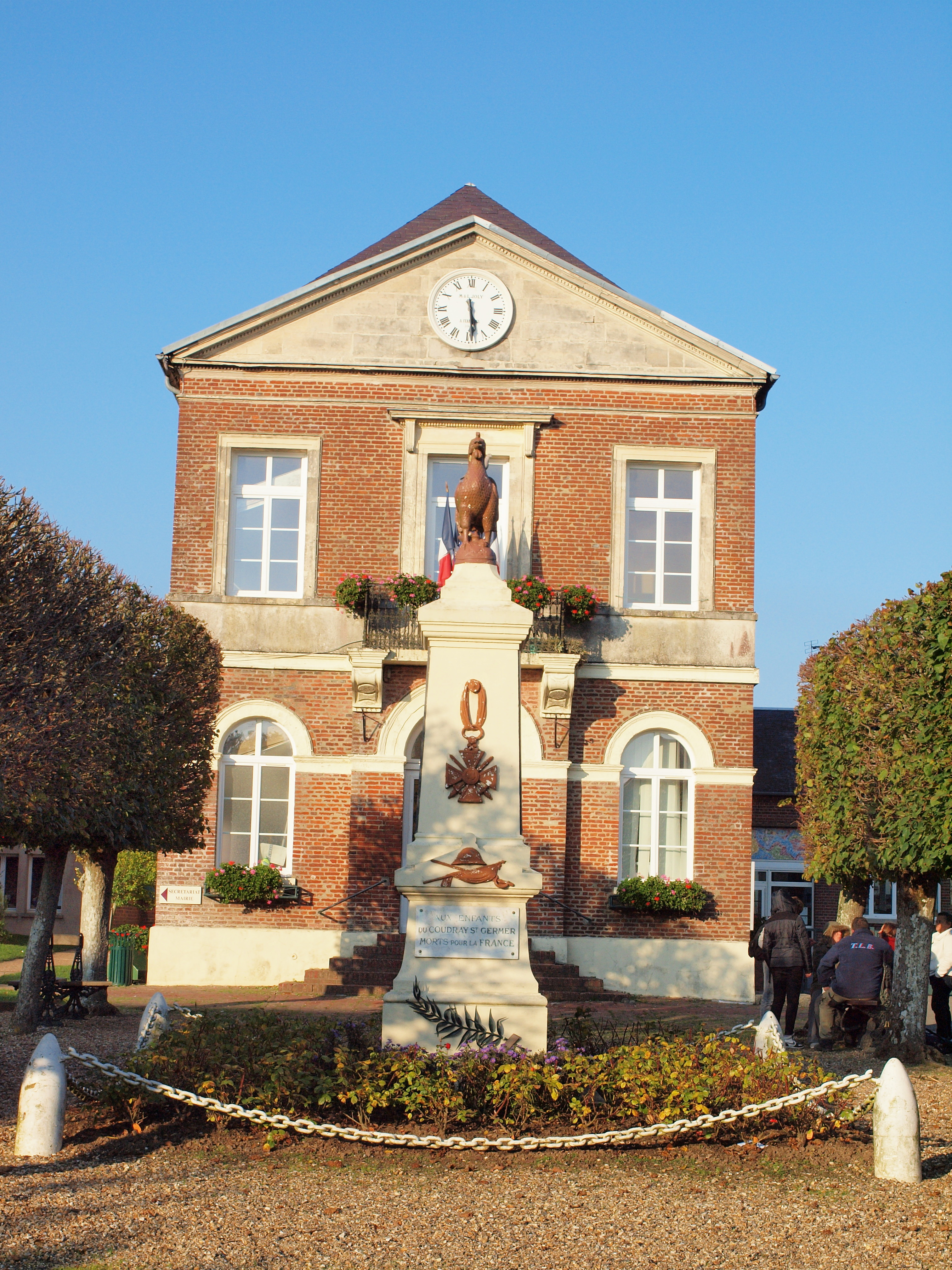
La mairie et le monument aux morts.

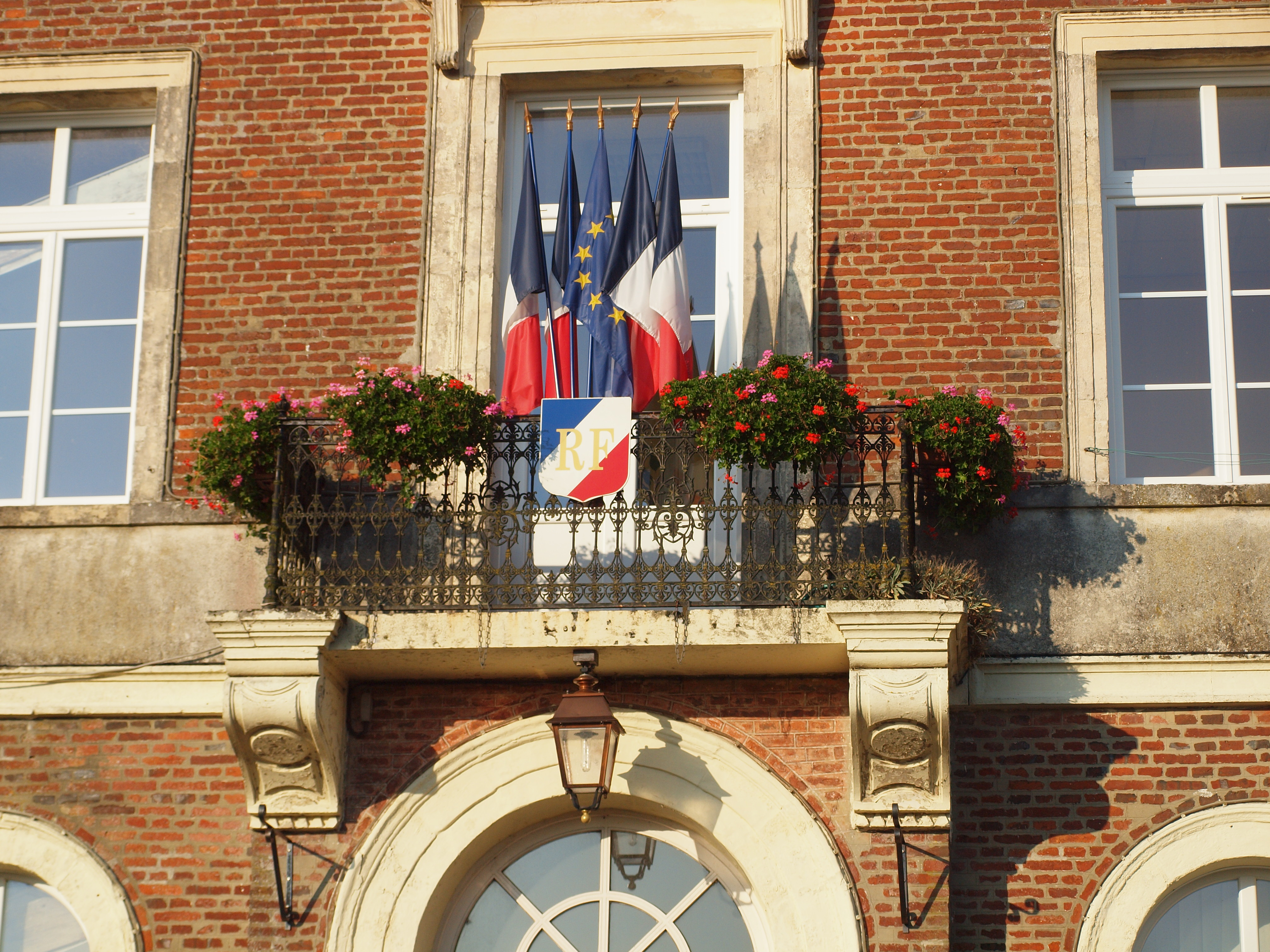
Pavoisement de la mairie.

### Rattachements administratifs et électoraux

#### Rattachements administratifs
La commune se trouve dans l'arrondissement de Beauvais du département de l'Oise.
Elle était depuis 1801 le chef-lieu du canton du Coudray-Saint-Germer. Dans le cadre du redécoupage cantonal de 2014 en France, cette circonscription administrative territoriale a disparu, et le canton n'est plus qu'une circonscription électorale.

#### Rattachements électoraux
Pour les élections départementales, la commune fait partie depuis 2014 du canton de Grandvilliers
Pour l'élection des députés, elle fait partie de la deuxième circonscription de l'Oise.

### Intercommunalité
Le Coudray-Saint-Germer est membre de la communauté de communes du Pays de Bray, un établissement public de coopération intercommunale (EPCI) à fiscalité propre créé en 1997 et auquel la commune a transféré un certain nombre de ses compétences, dans les conditions déterminées par le code général des collectivités territoriales.

### Liste des maires
| Période                                  | Période                       | Identité                       | Étiquette | Qualité                                                 |
| ---------------------------------------- | ----------------------------- | ------------------------------ | --------- | ------------------------------------------------------- |
| Les données manquantes sont à compléter. |                               |                                |           |                                                         |
| 1858                                     | 1883                          | Louis Caron                    |           | Médecin                                                 |
| 1883                                     | 1908                          | Théophile Rotté                |           | Agriculteur                                             |
| 1908                                     | 1919                          | Onésime Petit                  |           | Greffier de justice de paix                             |
| 1919                                     | 1929                          | Louis Monthuy                  |           | Agriculteur                                             |
| 1929                                     | 1944                          | Léon Colbeau                   |           | Agriculteur                                             |
| 1944                                     | 1945                          | Pierre Gayet                   |           | Épicier-cafetier                                        |
| 1945                                     | 1945                          | Edward Compiègne               | SFIO      | Menuisier Décédé au bout de deux mois de mandat         |
| 1945                                     | 1965                          | Vienne Robert                  |           | Agriculteur                                             |
| 1965                                     | 1975                          | Paul Dubois                    |           | Entrepreneur de travaux                                 |
| 1976                                     | 1978                          | Robert Largillière             |           | Agriculteur                                             |
| 1978                                     | 1981                          | Jean Jouve                     | PS        | Formateur professionnel des Postes                      |
| 1981                                     | 1981                          | Daniel Cocard                  |           | Artisan maire durant trois jours                        |
| 1981                                     | 1986                          | Jean Jouve                     | PS        | Formateur professionnel des Postes, conseiller régional |
| 1986                                     | mars 2001                     | Jean-Pierre Desmesliers        |           | Président de la communauté de communes du pays de Bray  |
| mars 2001                                | juillet 2020                  | Roland Guillaux                | DLF       |                                                         |
| juillet 2020                             | En cours (au 2 décembre 2020) | Gilbert Gérard Maurice Bervoët |           |                                                         |

### Distinctions et labels

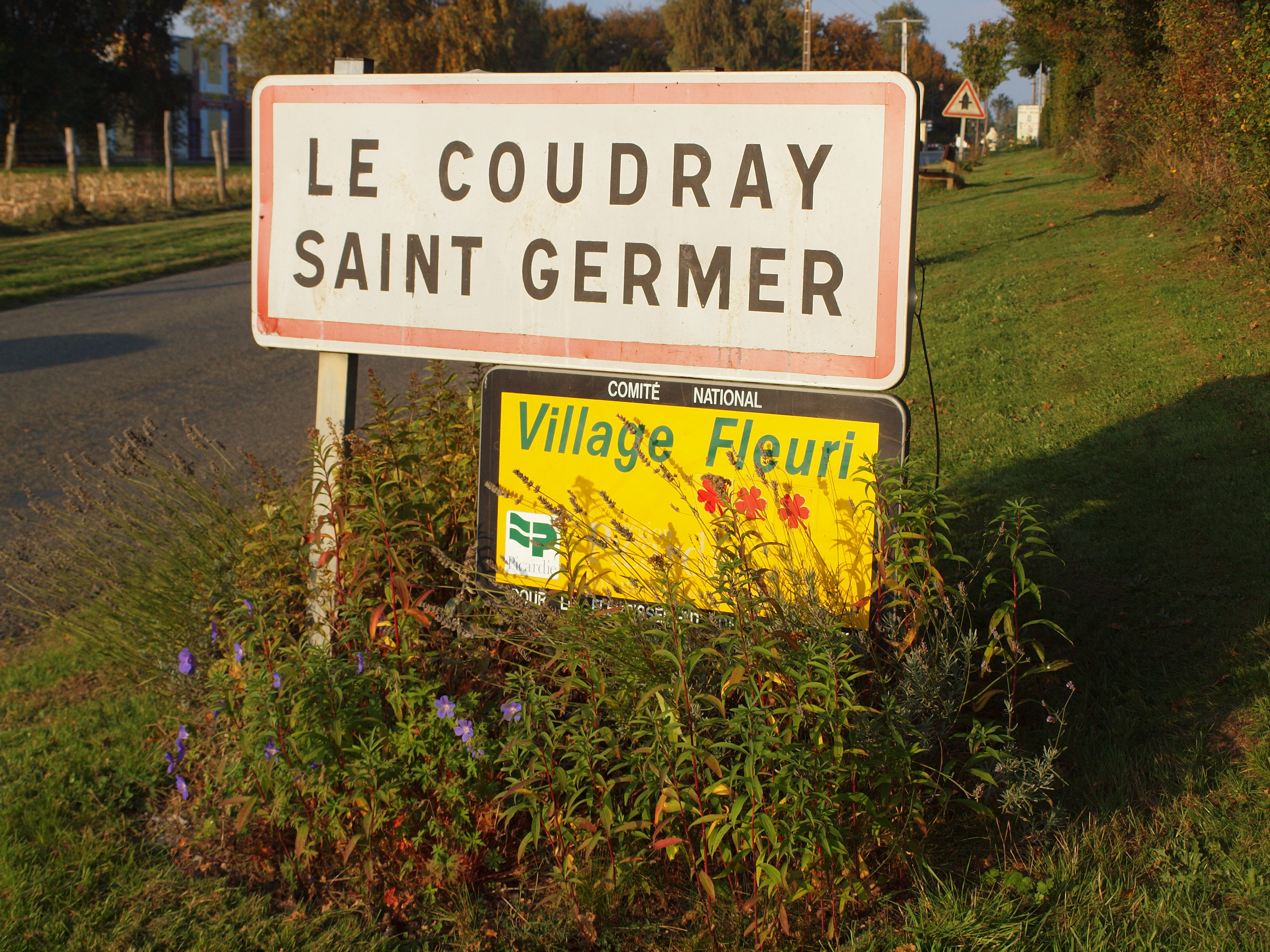

- Village fleuri : trois fleurs renouvelées en 2007 par le Conseil national des villes et villages fleuris de France[21].
- Depuis plusieurs années ce village est récompensé par le département et la région Picardie et a obtenu le label 3 Fleurs[réf. nécessaire].

## Équipements et services publics
En 2020, la commune compte une pharmacie, une supérette, un bar et un coiffeur, ainsi qu'une boulangerie, rouverte en décembre.
Le centre social rural François Maillard est un lieu de services importants qui rayonne sur les communes des alentours. Avec 23 salariés, il a accueilli 2 500 personnes en 2019.
La commune s'est dotée en 2020 d'une Maison France services, la première du département. Localisée dans les locaux du Centre social rural  François Maillard  et dotée de quatre agents, elle assure le lien avec 9 institutions, dont La Poste, la CAF, la Carsat.

## Population et société

### Démographie

#### Évolution démographique
L'évolution du nombre d'habitants est connue à travers les recensements de la population effectués dans la commune depuis 1793. Pour les communes de moins de 10 000 habitants, une enquête de recensement portant sur toute la population est réalisée tous les cinq ans, les populations de référence des années intermédiaires étant quant à elles estimées par interpolation ou extrapolation. Pour la commune, le premier recensement exhaustif entrant dans le cadre du nouveau dispositif a été réalisé en 2008.

En 2022, la commune comptait 857 habitants, en évolution de −7,65 % par rapport à 2016 (Oise : +0,87 %, France hors Mayotte : +2,11 %).
| 1793 | 1800 | 1806 | 1821 | 1831 | 1836 | 1841 | 1846 | 1851 |
| ---- | ---- | ---- | ---- | ---- | ---- | ---- | ---- | ---- |
| 471  | 459  | 543  | 518  | 501  | 471  | 461  | 469  | 486  |

| 1856 | 1861 | 1866 | 1872 | 1876 | 1881 | 1886 | 1891 | 1896 |
| ---- | ---- | ---- | ---- | ---- | ---- | ---- | ---- | ---- |
| 457  | 454  | 475  | 437  | 405  | 425  | 420  | 423  | 431  |

| 1901 | 1906 | 1911 | 1921 | 1926 | 1931 | 1936 | 1946 | 1954 |
| ---- | ---- | ---- | ---- | ---- | ---- | ---- | ---- | ---- |
| 419  | 408  | 365  | 308  | 361  | 368  | 319  | 351  | 315  |

| 1962 | 1968 | 1975 | 1982 | 1990 | 1999 | 2006 | 2008 | 2013 |
| ---- | ---- | ---- | ---- | ---- | ---- | ---- | ---- | ---- |
| 308  | 338  | 415  | 721  | 747  | 899  | 888  | 884  | 933  |

| 2018 | 2022 | - | - | - | - | - | - | - |
| ---- | ---- | - | - | - | - | - | - | - |
| 883  | 857  | - | - | - | - | - | - | - |

#### Pyramide des âges
La population de la commune est relativement jeune.
En 2018, le taux de personnes d'un âge inférieur à 30 ans s'élève à 41,0 %, soit au-dessus de la moyenne départementale (37,3 %). À l'inverse, le taux de personnes d'âge supérieur à 60 ans est de 21,5 % la même année, alors qu'il est de 22,8 % au niveau départemental.
En 2018, la commune comptait 432 hommes pour 451 femmes, soit un taux de 51,08 % de femmes, légèrement inférieur au taux départemental (51,11 %).
Les pyramides des âges de la commune et du département s'établissent comme suit.
| Hommes | Classe d’âge | Femmes |
| ------ | ------------ | ------ |
| 0,0    | 90 ou +      | 1,3    |
| 3,5    | 75-89 ans    | 7,1    |
| 14,1   | 60-74 ans    | 16,9   |
| 20,8   | 45-59 ans    | 16,4   |
| 17,4   | 30-44 ans    | 20,4   |
| 21,1   | 15-29 ans    | 18,0   |
| 23,1   | 0-14 ans     | 20,0   |

| Hommes | Classe d’âge | Femmes |
| ------ | ------------ | ------ |
| 0,5    | 90 ou +      | 1,4    |
| 5,5    | 75-89 ans    | 7,6    |
| 15,6   | 60-74 ans    | 16,3   |
| 20,8   | 45-59 ans    | 20     |
| 19,4   | 30-44 ans    | 19,4   |
| 17,6   | 15-29 ans    | 16,2   |
| 20,6   | 0-14 ans     | 19,1   |

## Culture locale et patrimoine

### Lieux et monuments
Le village a gardé dans sa grande rue principale son architecture type du pays de Bray, ses maisons sont construites souvent perpendiculaires de chaque côté de la rue. C'est également un village très fleuri. Sa 1re fleur est accordée en 1970, prix du premier village fleuri de l'Oise et de la Picardie. Ses habitants n'ont eu que le souci d'embellir leur commune par la restauration de l'habitat, le fleurissement des façades et des balcons.
On peut également signaler :
- Église Notre-Dame, bâtie en 1215, détruite en 1400 et reconstruite en 1502. 
Son chœur de forme polygonale est constitué de silex noirs et de craie blanche en damier. Le clocher du XIXe siècle est en brique rouge, il culmine à 36 m du sol[32], ce qui en fait l'un des plus hauts points du département. 
L'église possède un magnifique chœur du XVIe siècle et est décorée de superbes vitraux. Elle renferme aussi des objets d'art classés. La châsse Saint-Babolein, exceptionnel travail d'orfèvrerie romane et gothique composée lors de différentes périodes du XIe au XIIIe siècle. Elle est classée chef-d'œuvre de l'art religieux par les Monuments historiques le 17 juin 1901, et elle figure dans l'inventaire des trésors des églises de France depuis 1965, à la suite d'une exposition et d'une restauration au musée des arts décoratifs de Paris. Des sujets de cette châsse ont l'objet d'un prêt pour une exposition au Musée du Louvre il y peu de temps[C'est-à-dire ?]. Revenus rénovés, ils ont réintégré leur place. En 2011, la municipalité a pu rénover le transept droit qui était alors uniquement recouvert de plâtre et qui désormais se voit couvert d'un bois travaillé à l'identique que celui du chœur et du transept gauche.

L'église Notre-Dame
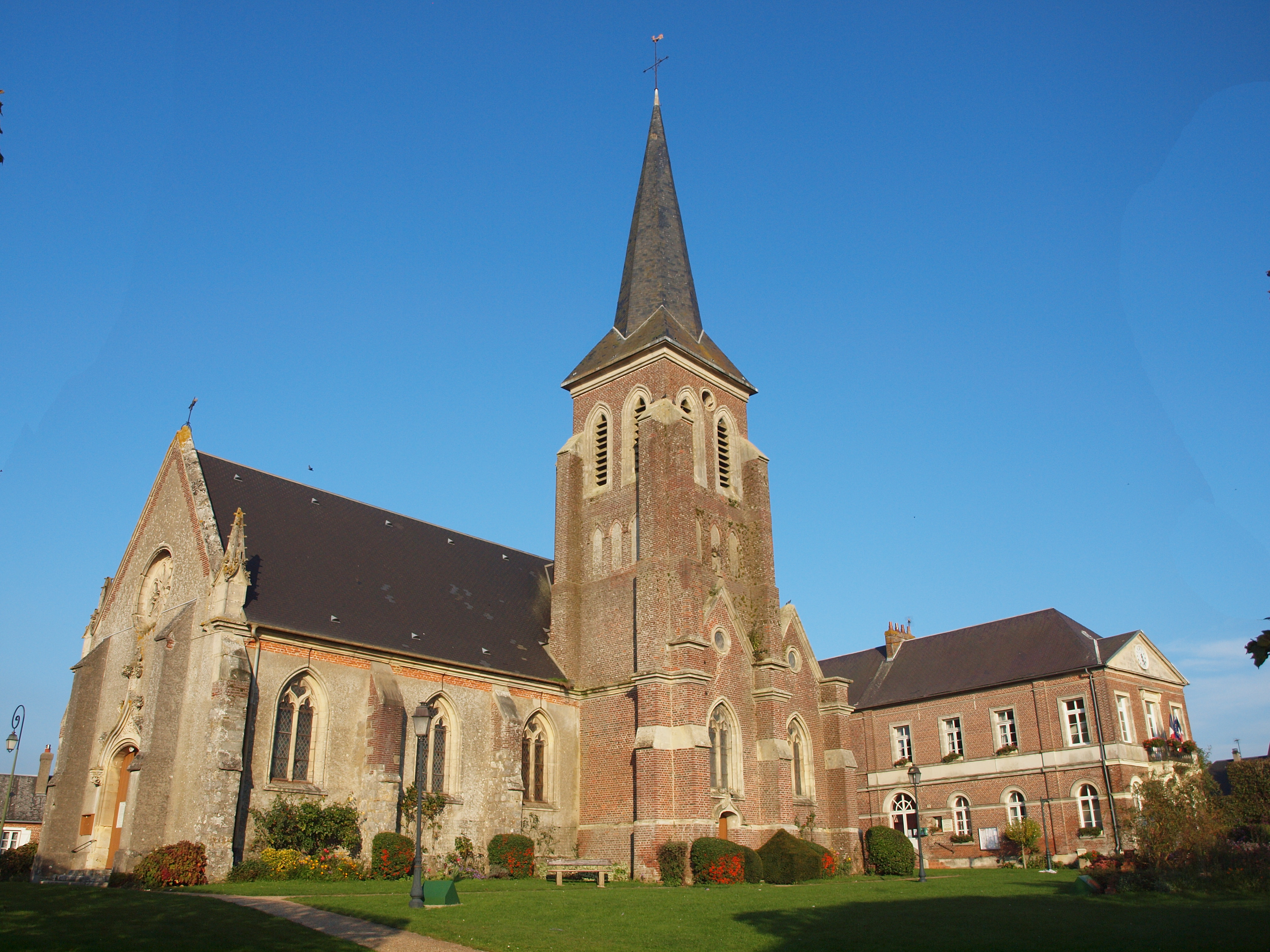
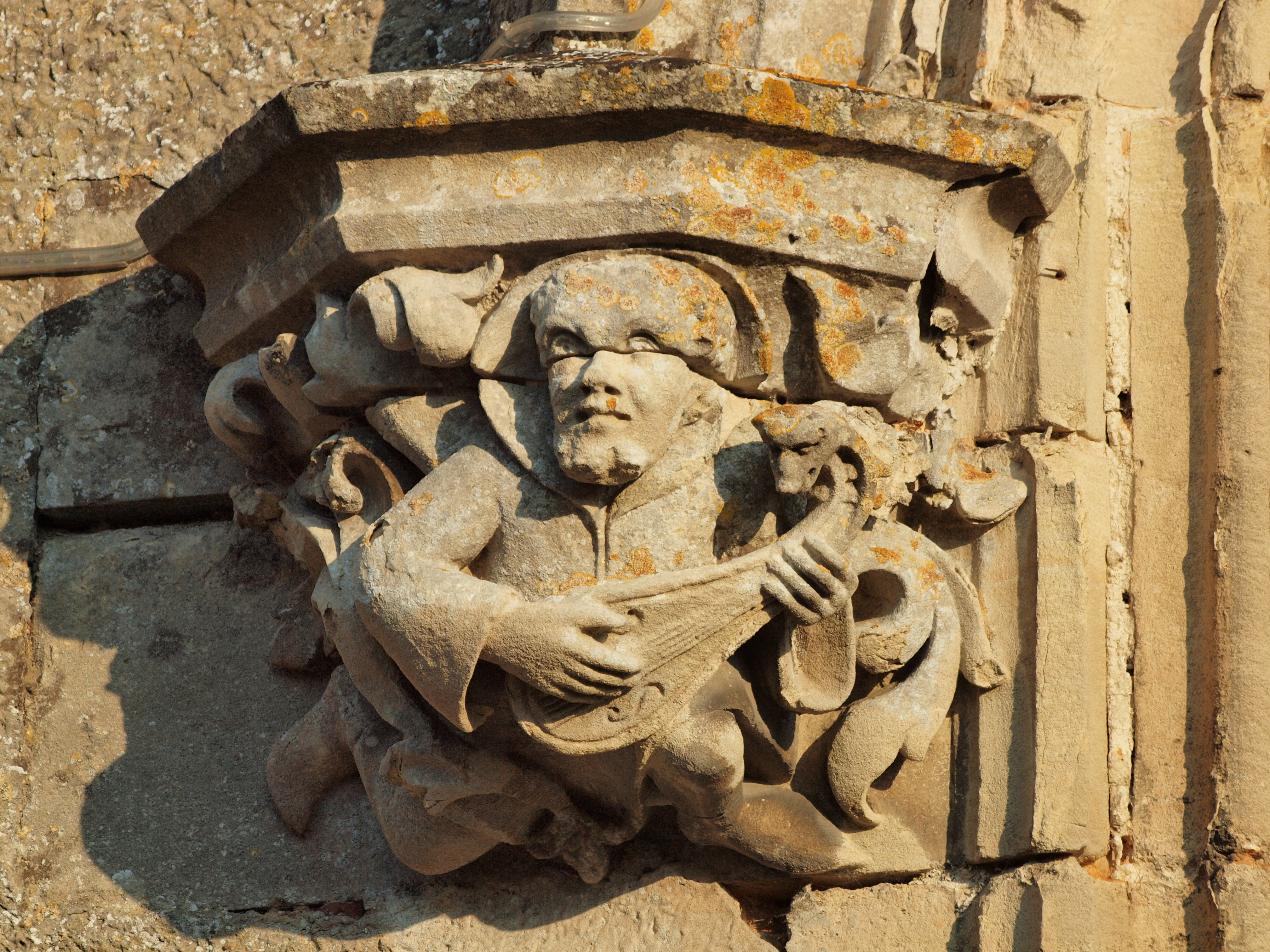
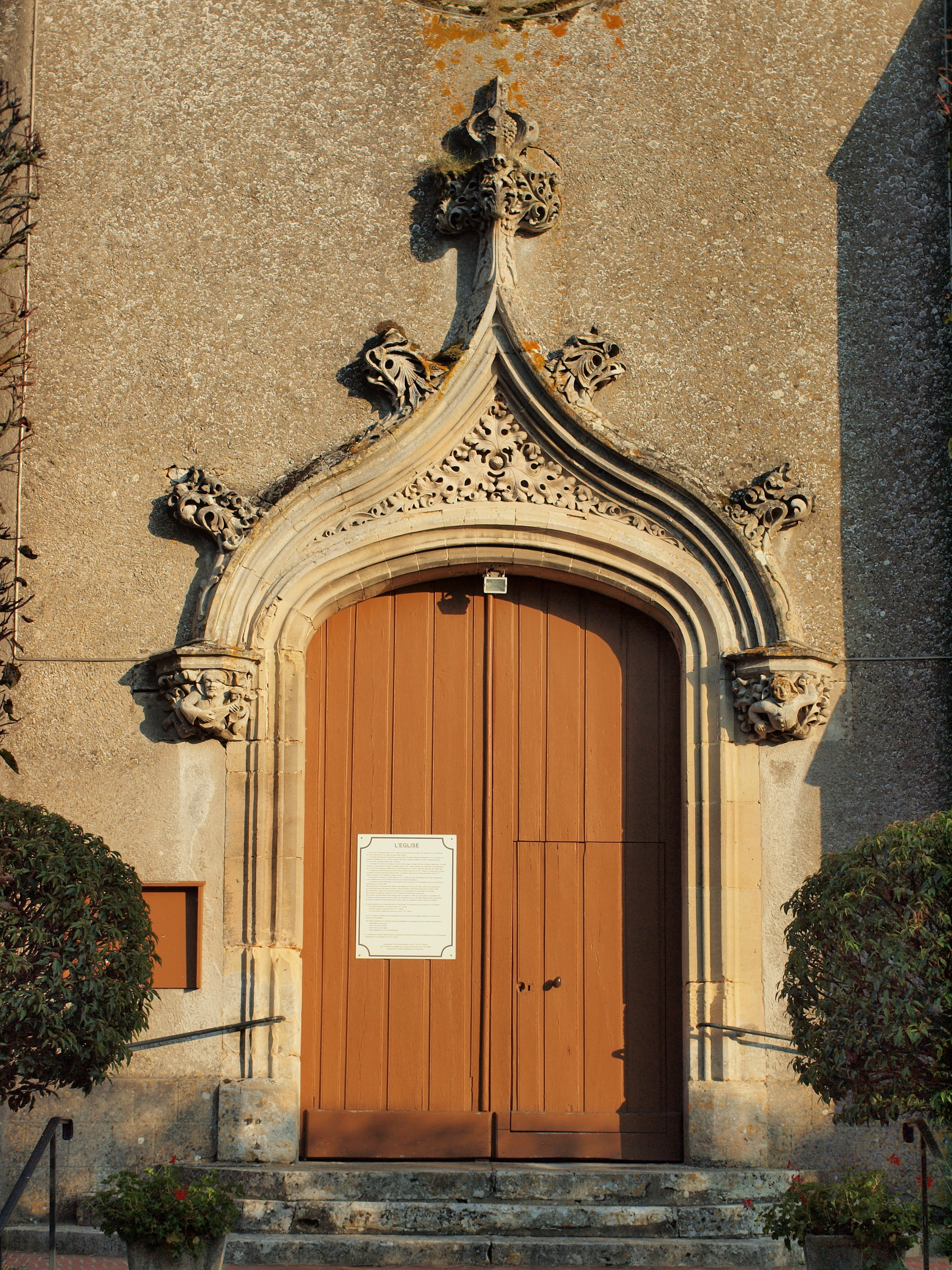

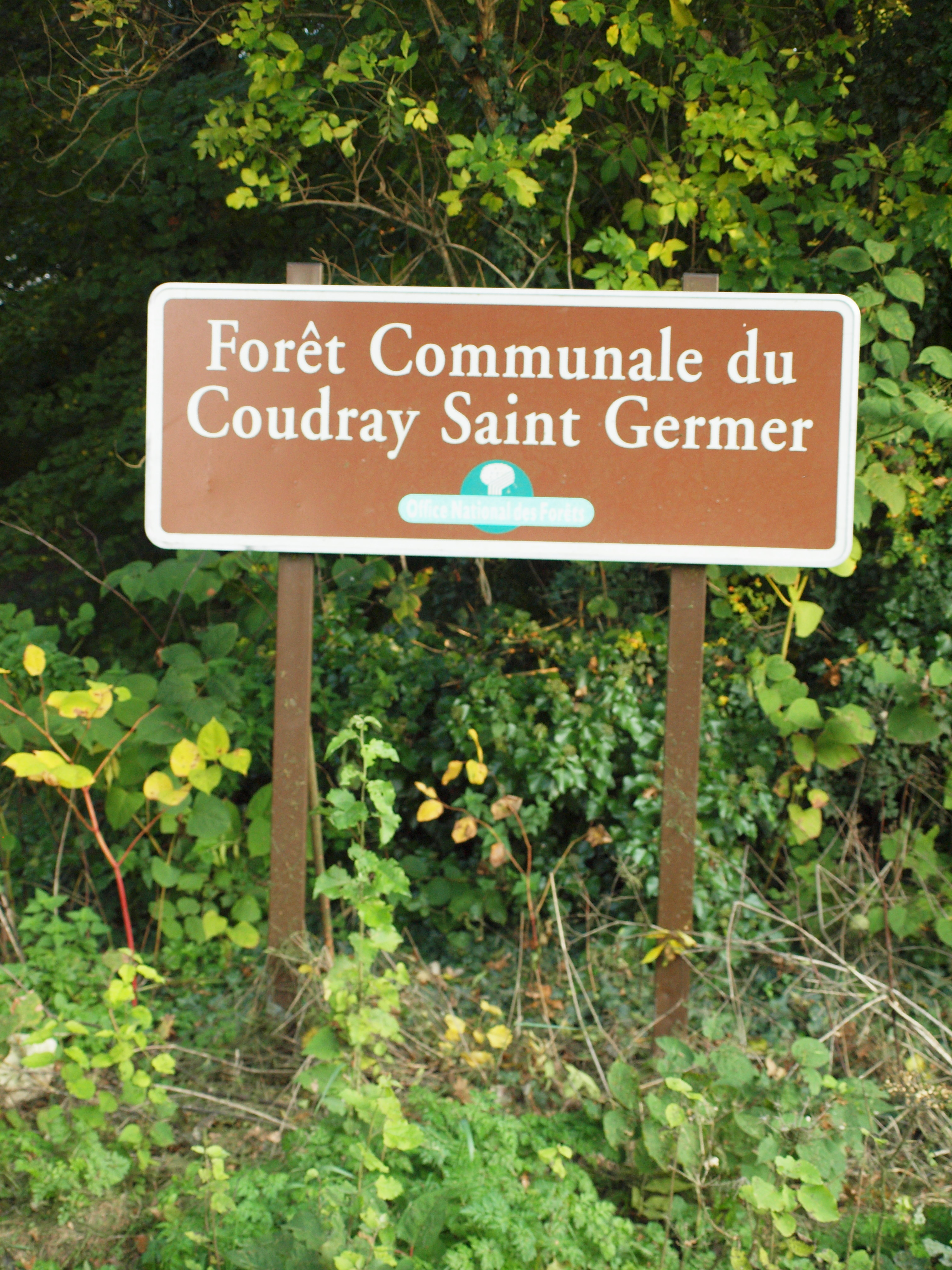

- Chapelle Sainte-Anne : Laurent de Pillière obtient le 13 avril 1643, de l'évêque de Beauvais, la permission de bâtir une chapelle dans son manoir du Tronquet ; elle est dédiée à sainte Anne et existe encore.
- Forêt de Thelle et forêt communale du Coudray-Saint-Germer

- Monument aux morts, surmonté du Coq gaulois.

### Personnalités liées à la commune
- René Samson, né le 14 janvier 1908 à Villeneuve-sur-Lot et décédé à Paris en 1991. Instituteur au Coudray-Saint-Germer de 1931 à 1963, il est l'auteur d'écrits historiques sur le village[réf. nécessaire].
- Un reportage disponible sur le site de l'Ina détaille la vie quotidienne de la commune aux 17/18e siècles. Et ce d'après les écrits de René Masson.

### Héraldique
| Blason de Coudray-Saint-Germer (Le) | Blason  | Tranché de gueules et d'azur ; à la bande d'argent brochant sur la partition ; à la tour d'or brochant sur le tout. |
| Blason de Coudray-Saint-Germer (Le) | Détails | Le statut officiel du blason reste à déterminer.                                                                    |